# Sternotherus odoratus
Sternotherus odoratus là một loài rùa trong họ Kinosternidae. Loài này được Latreille mô tả khoa học đầu tiên năm 1802.

## Hình ảnh

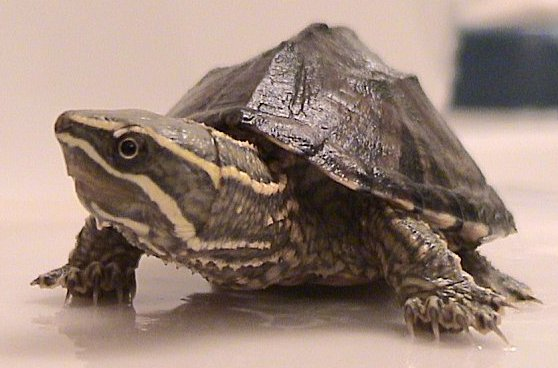
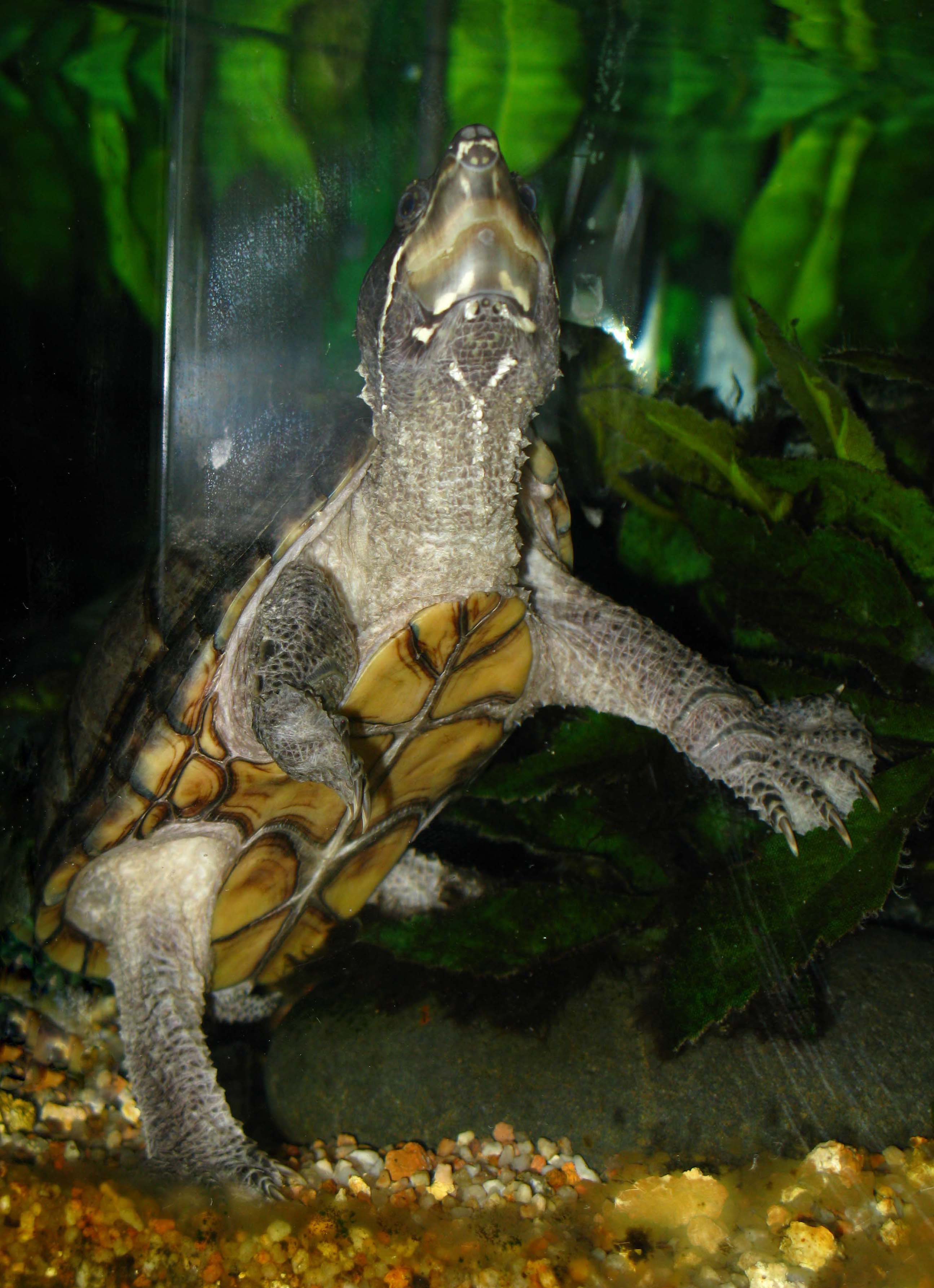
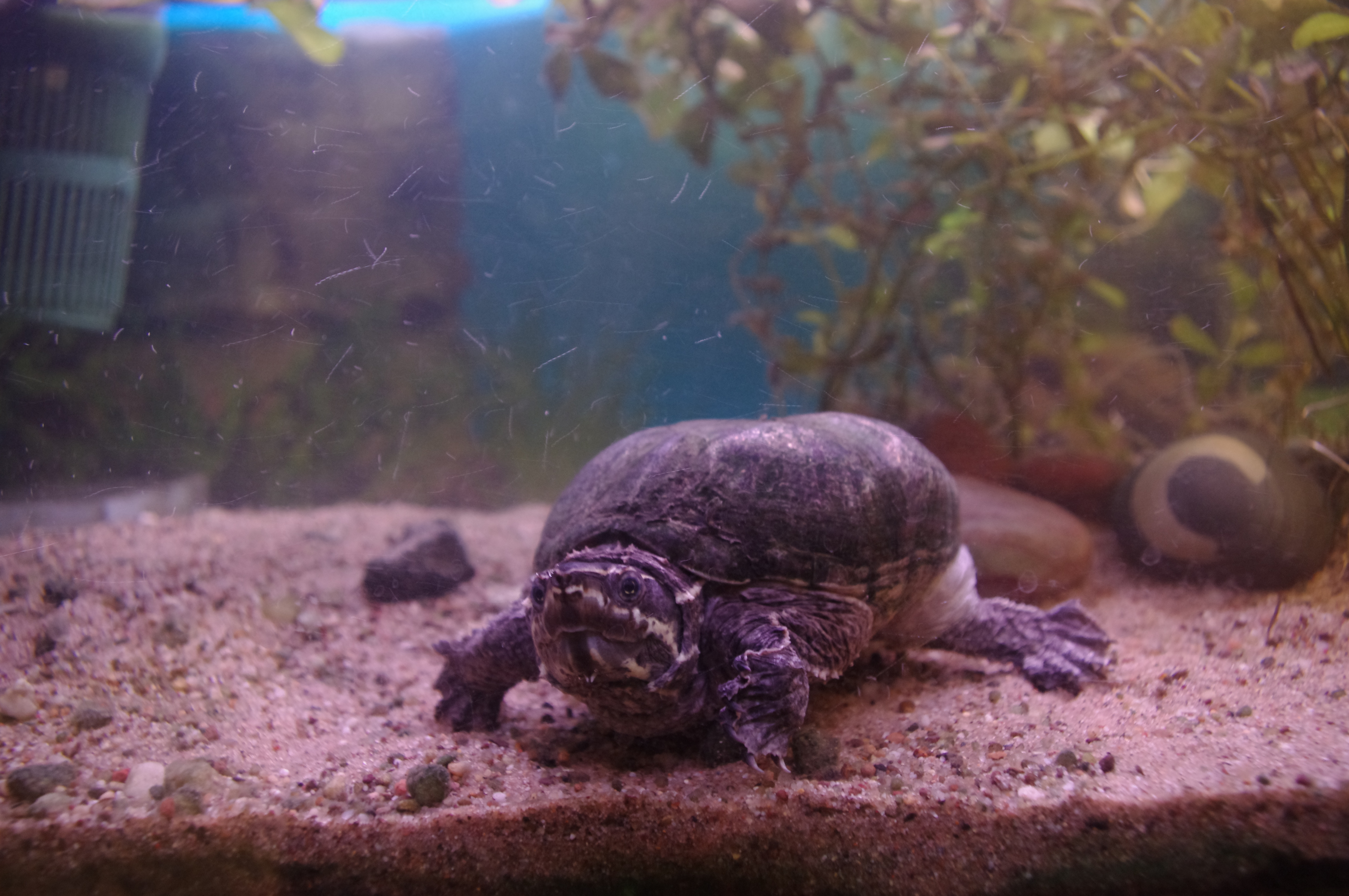
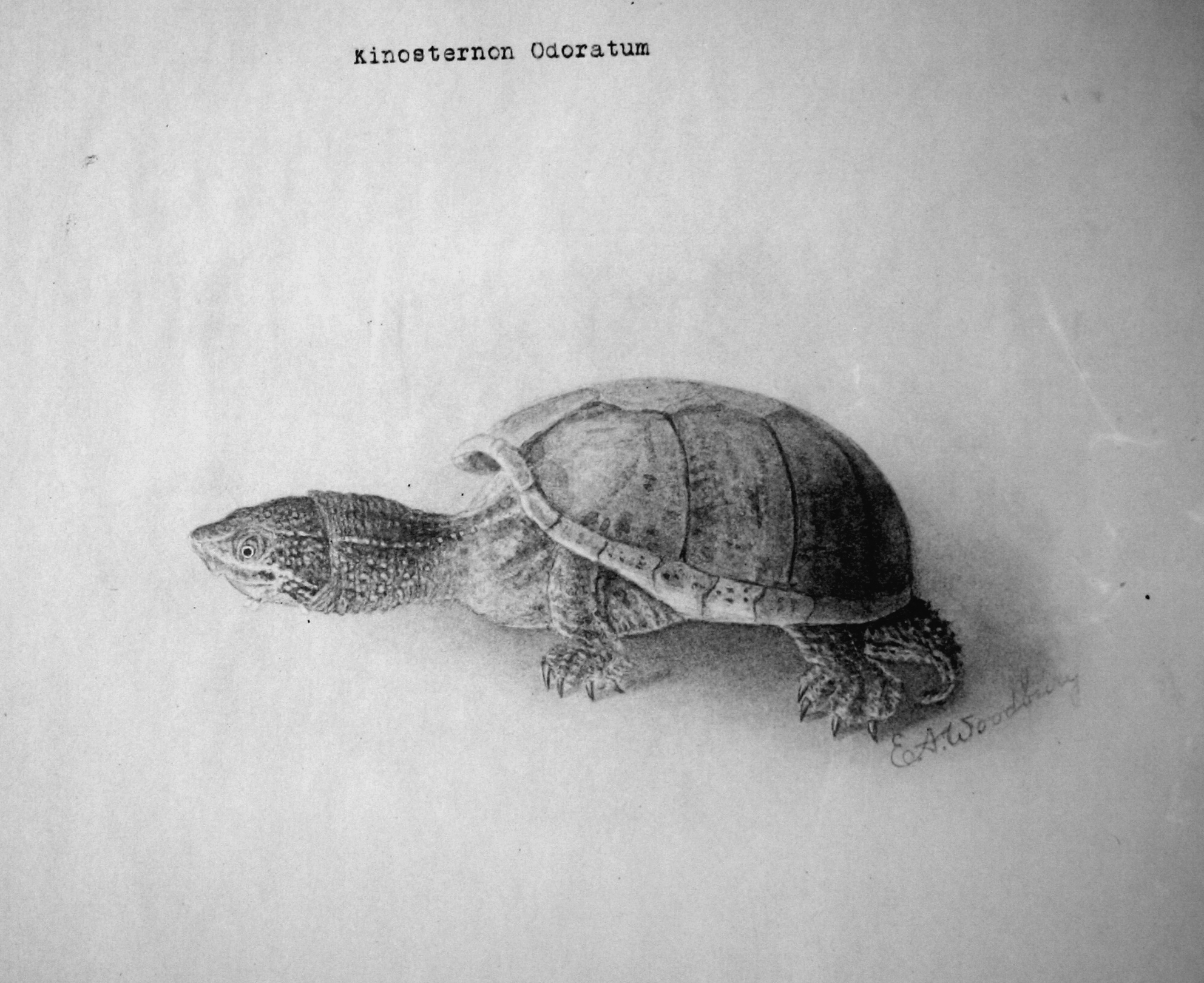
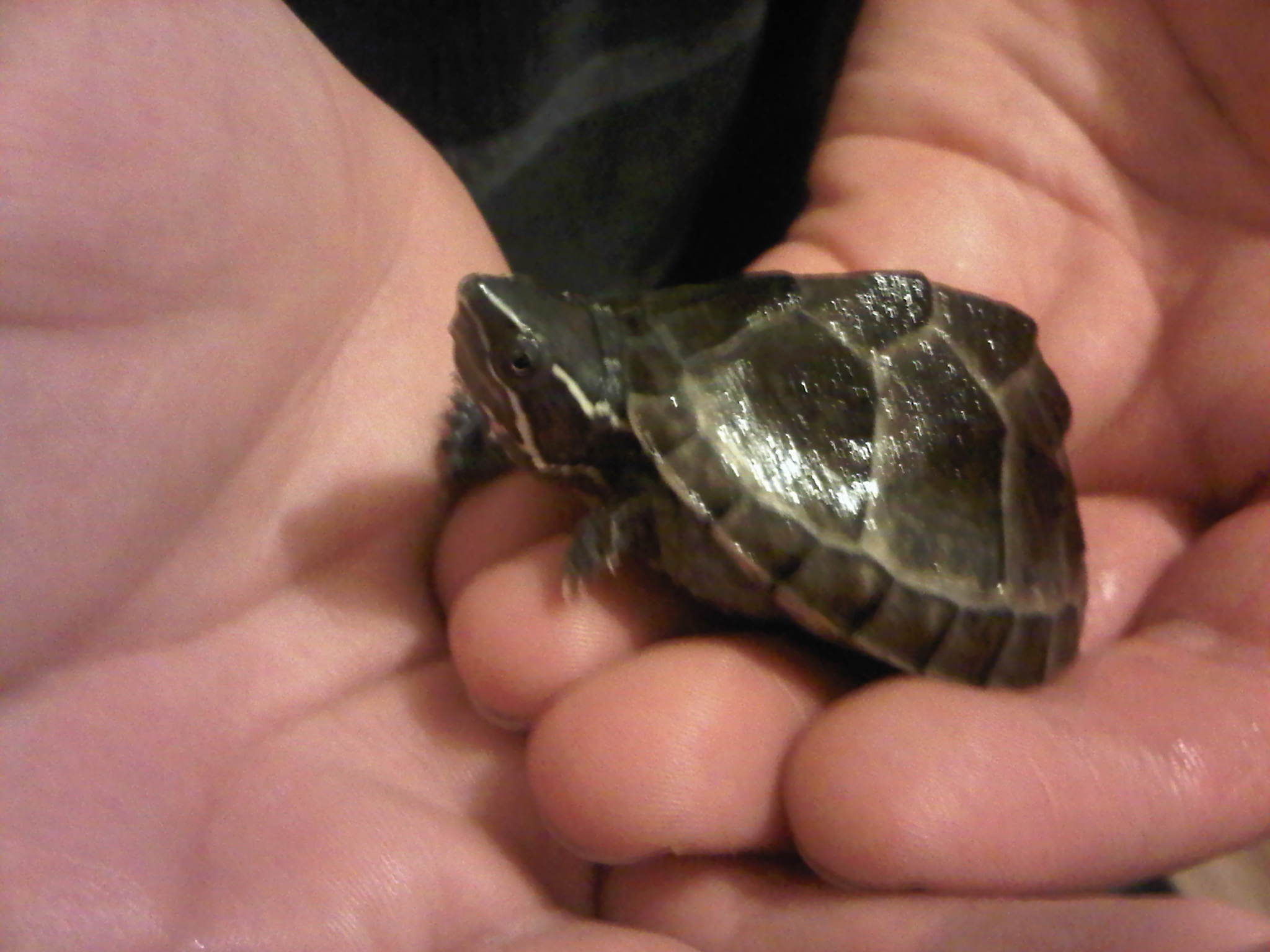
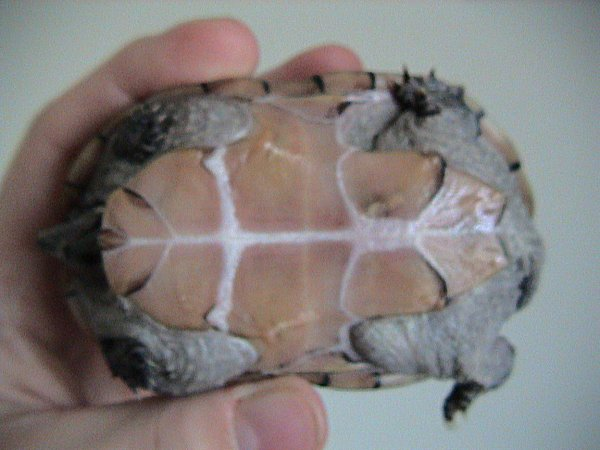